# Paus Calixtus I
Calixtus I (ook wel Callixtus of Calistus) (Rome, geboortedatum onbekend - sterfplaats onbekend, 222) was de zestiende paus van de Katholieke Kerk. Hij was waarschijnlijk geboren in een, van oorsprong Griekse, familie van slaven, levend in de Romeinse wijk Trastevere.
Een van de belangrijkste besluiten die hij nam was het geven van de mogelijkheid tot het vergeven van alle zonden, ook moord en verkrachting. Dit leidde tot het schisma van Hippolytus, waarbij deze zich als paus Hippolytus tot eerste tegenpaus verklaarde.
Van Hippolytus komt ook een beschrijving van het leven van de paus. Hij meldt dat Calixtus als jonge slaaf de baas over een bank werd, maar het geld verloor. Hij vluchtte uit Rome, maar werd bij zee gevangen en terug naar zijn meester gestuurd. De crediteuren vroegen om zijn vrijlating, in de hoop dat hij voldoende geld zou verdienen. Calixtus werd echter opgepakt toen hij in een synagoge vocht met Joodse geldschieters. Vanwege zijn geloof werd hij naar de zoutmijnen van Sardinië gestuurd, waar hij echter op voorspraak van Marcia, een minnares van Commodus, vrijgelaten werd, net als andere christenen. Omdat zijn gezondheid slecht was, werd hij door paus Zefyrinus, zijn voorganger, goed opgevangen en van onderdak voorzien.
Calixtus gaf zijn naam aan de Catacombe van Sint-Calixtus, een ondergrondse begraafplaats langs de Via Appia in Rome, het eerste christelijke kerkhof in zijn soort. Na hem werden alle pausen tot paus Eutychianus daar begraven. Volgens de legende stierf Calixtus zelf doordat hij in een put werd gegooid, bij de Santa Maria in Trastevere, een kerk die Calixtus zelf zou hebben laten bouwen. Deze put bevindt zich tegenwoordig in de San Callisto, nabij de Piazza di San Callisto. Zijn sterfdag, 14 oktober, is tevens zijn heiligendag. Calixtus is een martelaar en wordt in Todi (Italië) vereerd. Zijn relikwieën zijn in de 9e eeuw in meerdere kerken en kapellen geplaatst, onder meer in Cysoing (bij Doornik), Bergen (Henegouwen), Reims, Fulda, Napels en Rome. Calixtus is de patroonheilige van de stad Groenlo, alwaar de Oude en Nieuwe Calixtuskerk zich bevinden.

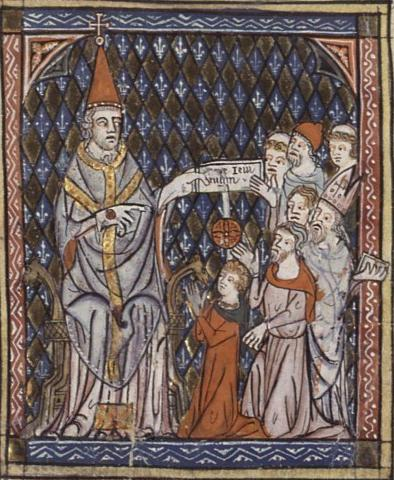
Paus Calixtus I

Cursief: tegenpaus